# Zmarli w roku 1972
Lista osób zmarłych w 1972:

## styczeń 1972
- 11 stycznia – Guro Gjellestad, norweska astrofizyczka (ur. 1914)
- 14 stycznia – Fryderyk IX Glücksburg, król Danii (ur. 1899)

## luty 1972
- 2 lutego – Natalie Clifford Barney, amerykańska poetka, pamiętnikarka i autorka epigramatów (ur. 1876)
- 5 lutego – Marianne Moore, amerykańska poetka (ur. 1887)
- 6 lutego – Emil Maurice, niemiecki zegarmistrz, jeden z pierwszych członków NSDAP (ur. 1897)
- 11 lutego – Marian Hemar, polski poeta i satyryk (ur. 1901)
- 20 lutego – Maria Göppert-Mayer, amerykańska fizyczka pochodzenia niemieckiego, laureatka Nagrody Nobla (ur. 1906)
- 25 lutego – Hugo Steinhaus, polski matematyk, współtwórca lwowskiej szkoły matematycznej (ur. 1887)

## marzec 1972
- 8 marca – Erich von dem Bach-Zelewski, niemiecki generał, dowódca SS i policji na okupowanych terenach ZSRR i niemieckich oddziałów tłumiących powstanie warszawskie (ur. 1899)
- 9 marca – Józef Maliszewski, polski aktor (ur. 1892)
- 17 marca – Adolphe Bousquet, francuski rugbysta, medalista olimpijski (ur. 1899)
- 27 marca – Maurits Cornelis Escher, holenderski malarz, grafik (ur. 1898)

## kwiecień 1972
- 12 kwietnia – C.W. Ceram, niemiecki pisarz, dziennikarz (ur. 1915)
- 25 kwietnia – Stanisław Rzecki, rzeźbiarz, malarz, grafik i scenograf (ur. 1888)
- 28 kwietnia – Jerzy Kreiner, polski anatom, fizjolog mózgu ssaków (ur. 1906)

## maj 1972
- 2 maja – J. Edgar Hoover, amerykański prawnik, dyrektor FBI (ur. 1895)
- 4 maja – Edward Calvin Kendall, amerykański biochemik, laureat Nagrody Nobla (ur. 1886)
- 6 maja – Kazimierz Talarczyk, polski aktor (ur. 1920)
- 8 maja – Bogusław Miedziński, polski podpułkownik, dziennikarz, polityk, minister, marszałek Senatu RP (ur. 1891)
- 11 maja – Emile Victor Rieu, angielski literaturoznawca i tłumacz (ur. 1887)
- 14 maja – Romas Kalanta, litewski bohater narodowy (ur. 1953)
- 15 maja – Louis Noverraz, szwajcarski żeglarz, medalista olimpijski (ur. 1902)
- 18 maja – Boris Ananjew, rosyjski psycholog i pedagog (ur. 1907)
- 24 maja:
  - Michał Choromański, polski pisarz i dramaturg (ur. 1904)
  - Harald Hagen, norweski żeglarz, medalista olimpijski (ur. 1902)
- 28 maja – Józef Gielniak, polski grafik (ur. 1932)
- 30 maja – Watchman Nee, chiński kaznodzieja chrześcijański (ur. 1903)

## czwerwiec 1972
- 22 czerwca – Robert Arthur Winkler, niemiecki nadzorca działalności Świadków Jehowy w Holandii, więzień hitlerowskich obozów koncentracyjnych (ur. 1898)
- 29 czerwca – Modest Sękowski, polski działacz spółdzielczości niewidomych (ur. 1920)

## lipiec 1972
- 7 lipca – Marcel-Frédéric Lubin-Lebrère, francuski rugbysta, medalista olimpijski (ur. 1891)
- 18 lipca – Milton la Salle Humason, amerykański astronom, odkrywca oddalania się galaktyk, co stało się podstawą sformułowania prawa Hubble’a (ur. 1891)
- 22 lipca – Roman Niewiarowicz, polski aktor, reżyser teatralny, dramatopisarz, scenarzysta (ur. 1902)
- 27 lipca – Richard Coudenhove-Kalergi, polityk austriacki, twórca paneuropeizmu (ur. 1894)
- 28 lipca – Mieczysława Ćwiklińska, polska aktorka (ur. 1879)

## sierpień 1972
- 11 sierpnia:
  - Charles Mehan, amerykański sportowiec, medalista olimpijski (ur. 1896)
  - Jan Weyssenhoff, polski fizyk, działacz sportowy Cracovii, Wisły Kraków i PZPN (ur. 1889)
- 14 sierpnia – Adam Niedoba, polski nauczyciel, działacz społeczny i kulturalny związany z Wisłą i Śląskiem Cieszyńskim (ur. 1906)
- 25 sierpnia – Magnus Konow, norweski przedsiębiorca i żeglarz, medalista olimpijski (ur. 1887)

## wrzesień 1972
- 4 września – Stanisław Milski, polski aktor (ur. 1897)
- 5 września – Tadeusz Ważewski, polski matematyk, przedstawiciel krakowskiej szkoły matematycznej (ur. 1896)

## październik 1972
- 1 października – Louis Leakey, brytyjski archeolog i paleoantropolog (ur. 1903)
- 8 października – Jack Brownlie, nowozelandzki rugbysta (ur. 1899)
- 20 października:
  - Magdalena Samozwaniec, polska pisarka satyryczna (ur. 1894)
  - Harlow Shapley, amerykański astronom (ur. 1885)
- 26 października – Igor Sikorski, konstruktor lotniczy pochodzenia rosyjskiego (ur. 1889)

## listopad 1972
- 1 listopada – Ezra Pound, poeta amerykański (ur. 1885)
- 6 listopada – Walery Goetel, polski geolog, ekolog i paleontolog, profesor, działacz społeczny (ur. 1889)
- 23 listopada – Czesław Momatiuk, polski taternik i alpinista, górski fotograf i publicysta (ur. 1936)
- 25 listopada – Henri Coandă, rumuński inżynier i konstruktor lotniczy (ur. 1886)

## grudzień 1972
- 1 grudnia – Maria Róża Pellesi, włoska zakonnica, błogosławiona katolicka (ur. 1917)
- 7 grudnia – José María Hernández Garnica, hiszpański duchowny katolicki, Sługa Boży (ur. 1913)
- 9 grudnia – Nordahl Wallem, norweski żeglarz, medalista olimpijski (ur. 1902)
- 12 grudnia – Rasmus Birkeland, norweski żeglarz, medalista olimpijski (ur. 1888)
- 13 grudnia – Jan Cybis, malarz i pedagog (ur. 1897)
- 26 grudnia – Harry Truman, polityk amerykański, prezydent USA (ur. 1884)